# Zhongmu
Zhongmu (chinesisch 中牟县, Pinyin Zhōngmù Xiàn) ist ein Kreis in der zentralchinesischen Provinz Henan. Er gehört zum Verwaltungsgebiet der bezirksfreien Stadt Zhengzhou. Zhongmu hat eine Fläche von 1.397 km² und zählt 1.161.600 Einwohner (Stand: Ende 2018). Sein Hauptort ist die Großgemeinde Chengguan (城关镇).

## Administrative Gliederung
Auf Gemeindeebene setzt sich der Kreis aus elf Großgemeinden und sechs Gemeinden zusammen. 